# Bauliste der Lux-Werft
Die Bauliste der Lux-Werft ist eine Auswahl von Schiffsneubauten der Lux-Werft.

## 1948 bis 1969
| Baunummer | Name                                                                      | Baujahr                                                      | ENI / interne Reg.Nr. | Bild              | Flagge / Heimathafen         | Fahrtgebiet        | Einzelnachweise                                                                       |
| --------- | ------------------------------------------------------------------------- | ------------------------------------------------------------ | --------------------- | ----------------- | ---------------------------- | ------------------ | ------------------------------------------------------------------------------------- |
| 001       |                                                                           | 1948                                                         |                       |                   | Niederlande                  | Niederlande        | Proviant- und Schleppboot                                                             |
| 005 (U)   | Cap de Miol ex Calabrun ex Diana                                          | 1956 (Schale um 1920, Schiffswerft Jean Stauf, Königswinter) | LY 1544 F             | Cap de Miol       | Frankreich Béziers           | Canal du Midi      | [ BSF 1 ] [ 2 ]                                                                       |
| 006 (U)   | Grafenwerth                                                               | 1957 (Schale von 1924 Stauf, Königswinter)                   | 04200870              |                   | Deutschland Bad Honnef       | Rhein              | [ BSF 2 ]                                                                             |
|           | Ville de Melun ex. Fontainebleau ex. Undine                               | 1960                                                         | P 15461F 04302970     |                   | Frankreich Melun             | Seine              | Fahrgastbetrieb 2014 eingestellt. Stand zum Verkauf.                                  |
|           | Regina ex.Castra Regina ex. Vaterland                                     | 1960 (Schale von 1930, Schiffswerft Bröhl, Mondorf)          | 32104282              |                   | Tschechien Prag              |                    | [ 4 ] [ 5 ]                                                                           |
|           | Grand ex. Majömi ex. Irene ex. Glück Auf                                  | 1961                                                         | 04303460              |                   | Deutschland Worms            |                    | [ BSF 3 ] [ 6 ]                                                                       |
|           | Lahnplus ex. Büchting 1 ex. Katharina                                     | 1962                                                         | 04201260              |                   | Deutschland                  |                    | Bunkerboot                                                                            |
|           | Citadella ex. Düsselschlösschen ex. Schloß Friedestrom ex. Helene-Sophia  | 1962                                                         | 04025830              | Düsselschösschen  | Ungarn Budapest              | Donau              | [ BSF 5 ]                                                                             |
|           | Saargold ex. Musel II ex. Beethoven                                       | 1963                                                         | 04805240              | Saargold          | Deutschland Saarburg         | Saar               | [ BSF 6 ]                                                                             |
| 012 (U)   | Fortuna                                                                   | 1963                                                         |                       |                   | Deutschland                  | Vallendar          | [ BSF 7 ]                                                                             |
| 016       | Wappen von Trier ex. Stadt Kehl II ex. Stadt Beuel                        | 1964                                                         | 04201050              | Wappen von Trier  | Deutschland                  | Saar und Obermosel | [ 9 ] [ 10 ] [ BSF 8 ]                                                                |
| 017       | Wedau                                                                     | 1964                                                         |                       |                   | Deutschland Duisburg         | Rhein              | Schubboot für Rheingruben Kies Ges. Dbg Wedau                                         |
| 018       | Willi Ostermann                                                           | 1965                                                         | 04025470              | Willi Ostermann   | Deutschland Köln             | Rhein              | [ BSF 9 ]                                                                             |
| 019       | La Belle ex. Joseph J. Ruston ex. La Citronella ex. Attersee ex Westfalen | 1965                                                         | 04804850              |                   | Deutschland Berlin           | Berlin             | [ 12 ] [ 13 ] [ BSF 10 ]                                                              |
|           | Stanley ex. Remacum                                                       | 1965                                                         | 03800377              |                   | Niederlande                  | Hilvarenbeek       | [ 14 ] [ 15 ]                                                                         |
| 020       | Spree-Lady ex. Goethe ex. Gräfin Loretta ex. Fürst Bismarck               | 1966                                                         | 04201170              | Spree-Lady        | Deutschland Berlin           | Berlin             | [ 16 ]                                                                                |
| 021       | Le Sax ex Musel III ex. Siebengebirge ex. Princesse Marie-Astrid (1)      | 1966                                                         | 08000063              | Le Sax            | Belgien Dinant               | Maas               | [ BSF 11 ]                                                                            |
| 022       | Esmiralda (Yacht)                                                         | 1967                                                         |                       |                   |                              |                    |                                                                                       |
| 023       | Yacht Stauder                                                             | 1967                                                         |                       |                   |                              |                    |                                                                                       |
| 024       | Rheinperle ex. Regina                                                     | 1967                                                         | 04200990              | Rheinperle        | Deutschland Köln             | Rhein              | [ 17 ] [ 18 ]                                                                         |
| 025       | Adalbert Stifter ex. Udine (bis 1972) ex. Marksburg (bis 2012)            | 1967                                                         | 04302890              | Marksburg         | Tschechien                   | Lipnostausee       | [ 19 ]                                                                                |
| 026       | Mozart II ex Bigge                                                        | 1967                                                         | 04028120              |                   | Deutschland Veitshöchheim    | Main               | [ BSF 12 ]                                                                            |
| 027       | Vagabund ex. St. Nikolaus (bis 2013)                                      | 1968                                                         | 04811760              | St. Nikolaus      | Deutschland                  | Spree              | [ BSF 13 ]                                                                            |
| 028       | AquaMarin ex Sauerland                                                    | 1968                                                         |                       | AquaMarin         | Deutschland                  | Okerstausee        | [ BSF 14 ]                                                                            |
| 029       | Carola ex. Carola III                                                     | 1968                                                         |                       | weitere Bilder    | Deutschland Titisee-Neustadt | Titisee            | [ 20 ] [ 21 ] [ 22 ] [ 23 ] [ 24 ]                                                    |
| 030       | Schloss Arenfels ex. Mainperle ex. Moselperle ex. Stadt Hitzacker         | 1968                                                         | 05103270              |                   | Deutschland Bad Breisig      | Rhein              | [ BSF 15 ]                                                                            |
| 031       | Olpe                                                                      | 1969                                                         |                       |                   | Deutschland                  | Biggesee           | [ 25 ]                                                                                |
| 032       | Thüringer Meer ex Bernkastel                                              | 1969                                                         | 04304690              | Bernkastel        | Deutschland Bernkastel-Kues  | Mosel              | [ BSF 16 ]                                                                            |
| 033       | Freiherr v. Stein                                                         | 1969                                                         |                       | Freiherr v. Stein | Deutschland Herdecke         | Hengsteysee        | [ 26 ] [ 27 ]                                                                         |
| 034       | Berzdorf ex Hennesee ex Westfalen                                         | 1969                                                         | 04813420              | Hennesee          | Deutschland Görlitz          | Berzdorfer See     | 2023 Neuaufbau bei der Lux Werft und Umbau zum Elektroschiff                          |
| 035       | Piwipp ex Ruhrstahl ex Hatting (Fähre)                                    | 1969                                                         | 04809820              |                   | Deutschland Mondorf          | Rhein              | [ 32 ] [ 33 ] [ BSF 17 ]                                                              |
| 036       |                                                                           | 1969                                                         |                       |                   |                              |                    | Schubboot im Auftrag für die Schottelwerft, für Libyen Werftliste Binnenschifferforum |

## 1970 bis 1979
| Baunummer | Name                                                                                | Baujahr           | ENI / interne Reg.Nr. | Bild                  | Flagge / Heimathafen            | Fahrtgebiet                          | Einzelnachweise |
| --------- | ----------------------------------------------------------------------------------- | ----------------- | --------------------- | --------------------- | ------------------------------- | ------------------------------------ | --- |
| 037       | Pride of Surey ex Brissago ex Drawehn ex Wappen von Bodenwerder ex Stadt Bleckede   | 1970              | 05107250              |                       | Vereinigtes Königreich Surrey   | Obere Themse                         | [ 34 ] [ 35 ] |
| 038       | Unterach ex. Bayern                                                                 | 1970              | O-10.332 (A)          |                       | Österreich Attersee             |                                      | |
| 039       | CMB ex. Neptun ex. Rheinperle ex. Vreneli                                           | 1970              | 04201240              | Neptun                | Ungarn Budapest                 | Donau                                | [ 36 ] [ 37 ] |
| 040       | Colonia 5 ex. Madeleine                                                             | 1971              | 04025480              | Colonia 5             | Deutschland Köln                | Rhein                                | [ 38 ] [ 18 ] [ 39 ] |
| 041       | Rheintreue ex. Marijke                                                              | 1970 (Umbau:2011) | 04201230              | Rheintreue            | Deutschland Köln                | Rhein                                | [ 40 ] [ 18 ] |
| 042       | Colonia 6 ex. Ursula                                                                | 1971              | 04025490              | Colonia 6             | Deutschland Köln                | Rhein                                | [ 41 ] [ 18 ] |
| 043       | Wappen von Spandau ex. Mainfranken ex. Ilz ex. Brunhild                             | 1971              | 04803590              | Ilz                   | Deutschland Berlin              | Havel und Spree                      | |
| 044       | Bremen ex. Seelandperle ex. Möwe                                                    | 1972              | 04803690              | Bremen                | Deutschland Verden (Aller)      | Weser                                | |
| 045       | Ingrid ex. Carola II                                                                | 1972              |                       | Ingrid                | Deutschland Titisee-Neustadt    | Titisee                              | |
| 046       | Friedrich Harkort                                                                   | 1972              |                       | Friedrich Harkort     | Deutschland Herdecke            | Harkortsee                           | [ 42 ] |
| 047       | Heinrich der Löwe                                                                   | 1973              |                       |                       | Deutschland                     | Ratzeburger See und Domsee           | [ 43 ] |
| 048       |                                                                                     | 1973              |                       |                       | Deutschland                     | Hengsteysee                          | Schute für den Ruhrverband Essen, Hengsteysee |
| 049       | Elise ex. Leventina ex. Willi                                                       | 1973              | 04200760              |                       | Deutschland Dömitz              | Elbe                                 | Proviantboot, später als Restaurant und Fahrgastschiff genutzt. |
| 050       | Kloster Machern ex. Undine                                                          | 1973              | 04303630              | Kloster Machern       | Deutschland Cochem              | Mosel                                | [ 46 ] [ 47 ] |
| 051       | Klára ex Mainau                                                                     | 1973              | 8601778               | Mainau                | Ungarn Balatonfüred             | Balaton                              | [ 48 ] [ 49 ] |
| 052       | Yette (Yacht)                                                                       | 1974              |                       |                       |                                 |                                      | |
| 053       | Traunsteinex Steele                                                                 | 1973              | 04201370              |                       | Österreich                      | Traunsee                             | 2020 verkauft nach Österreich |
| 054       | Kärnten ex Oberösterreich ex Krimhild                                               | 1974              | K-12004 (A)           | Kärnten               | Österreich                      | Millstätter See                      | [ BSF 18 ] |
| 055       | Uhldingen                                                                           | 1974              |                       | Uhldingen             | Deutschland Unteruhldingen      | Bodensee                             | |
| 056       | Faryj III 2009 ex Bodenwerder 1987 ex Werden                                        | 1975              | GZ-01-0100            | Faryi III             | Polen Ruciane-Nida              | Masurische Seen                      | [ 53 ] [ 54 ] |
| 057       | Jacqueline ex. Aphrodite ex. Stad Enkhuizen ex. Wappen von Ruhrort ex. Ijsselstroom | 1975              | 02011991              | Jacqueline            | Niederlande Harderwijk          |                                      | [ 55 ] |
| 058       | (Schute)                                                                            | 1975              |                       |                       |                                 |                                      | Schute für den Ruhrverband Essen, Hengsteysee |
| 059       | Haldenslebener Roland ex. Brunswik ex. Darwehn ex. Stadt Essen                      | 1975 (Umbau)      | 04024710              | Jacqueline            | Deutschland Haldensleben        | Mittellandkanal, Weser               | Gebaut 1955 bei Bausch in Köln: 1975 / 1976 Komplettumbau bei der Luxwerft (neue Aufbauten)                                                                                                   |
| 060       | Kettwig                                                                             | 1975              | 04201020              | Kettwig               | Deutschland Essen               | Baldeneysee, Ruhr, Rhein-Herne-Kanal | [ 52 ] |
| 061       | Rataspona ex. Engelhartszell ex. Inn ex. Weltenburg                                 | 1976              | 05700020              | Rataspona             | Deutschland Regensburg          | Donau                                | [ 58 ] |
| 062       | Hessen                                                                              | 1976              | 04201320              | Hessen                | Deutschland Kassel              | Fulda                                | |
| 063       | Maintal-Bummler ex. Deutsches Eck ex. Moselperle ex. Lüneburger Heide               | 1976              | 04027660              | Maintalbummler        | Deutschland Lohr am Main        | Main                                 | [ 59 ] |
| 064       | Clarina ex Majestic ex Ruhr                                                         | 1974/1976         |                       |                       | Niederlande Dordrecht           |                                      | Tagungsschiff des Ruhrverbands, 2009 nach NL verkauft. Umbau zum Fahrgastschiff für 42 Personen. Verlängerung um 8,90 m. Umbauwerft: Jelle Talsma, NL-Heeg. 2019 Verkauft als Freizeitschiff. |
| 065       | Hallwil                                                                             | 1977              |                       |                       | Schweiz                         | Hallwilersee                         | [ 61 ] [ 62 ] |
| 066       | Gunzo                                                                               | 1977              |                       |                       | Deutschland Überlingen          | Bodensee                             | [ 63 ] |
| 067       | Stefanie ex. Gstadt                                                                 | 1977              |                       |                       | Deutschland Prien               | Chiemsee                             | [ 64 ] |
| 068       | Westfalen                                                                           | 1978              |                       | weitere Bilder        | Deutschland Sondern             | Biggesee                             | |
| 069       | Dragon ex Salomon Landolt                                                           | 1978              | LU 21                 |                       | Schweiz                         | Vierwaldstättersee                   | [ 65 ] |
| 070       | Holsteinische Schweiz                                                               | 1978              |                       | Holsteinische Schweiz | Deutschland Plön                | Plöner See                           | [ BSF 19 ] |
| 071       | Kröver-Reich                                                                        | 1978              | 04304720              | Kröver Reich          | Deutschland Bernkastel-Kues     | Mosel                                | [ BSF 20 ] |
| 072       | Bernkastel ex Kelheim (1979)                                                        | 1979              | 05700010              | Kelheim               | Deutschland                     | Mosel                                | |
| 073       | Seeperle                                                                            | 1979              |                       |                       | Deutschland Konstanz-Wallhausen | Bodensee                             | [ 66 ] [ 67 ] |
| 074       | Fritz                                                                               | 1979              |                       | Fritz                 | Deutschland Meersburg           | Bodensee                             | [ 68 ] |
| 075       | Bad Zwischenahn ex Mecklenburg                                                      | 1980              | 04804930              | Bad Zwischenahn       | Deutschland                     | Zwischenahner Meer                   | [ 70 ] [ 69 ] |
| 076       | Baldeney                                                                            | 1979              | 04026880              | Baldeney              | Deutschland Essen               | Baldeneysee, Ruhr, Rhein-Herne-Kanal | [ 52 ] |

## 1980 bis 1989
| Baunummer | Name                                                           | Baujahr   | ENI / interne Reg.Nr. | Bild                 | Flagge / Heimathafen        | Fahrtgebiet                          | Einzelnachweise                       |
| --------- | -------------------------------------------------------------- | --------- | --------------------- | -------------------- | --------------------------- | ------------------------------------ | ------------------------------------- |
| 077       | Allgäu                                                         | 1980      |                       | Allgäu               | Deutschland Füssen          | Forggensee                           | [ BSF 21 ]                            |
| 078       | Stadt Verden ex Möhnesee                                       | 1981      | 04033250              | Stadt Verden         | Deutschland Verden (Aller)  | Weser                                | [ 71 ] [ 72 ]                         |
| 079       | Pionier                                                        | 1980      |                       |                      | Deutschland Scheppen        | Baldeneysee                          | Arbeitsboot „Pionier“ vom Ruhrverband |
| 080       | Rheinland                                                      | 1980      | 04027770              | Rheinland            | Deutschland Köln            | Rhein                                | [ 18 ] [ 74 ]                         |
| 081       | Bigge                                                          | 1982      |                       | weitere Bilder       | Deutschland Sondern         | Biggesee                             | [ 75 ] [ 76 ]                         |
| 082       | Robert Stolz                                                   | 1982      | 04305630              | Robert Stolz         | Deutschland Winkel          | Rhein                                | [ 77 ]                                |
| 083       | Möwe                                                           | 1982      |                       | Möwe                 | Deutschland                 | Bodensee                             | [ 78 ]                                |
| 084       | Milan                                                          | 1982      |                       |                      | Deutschland Überlingen      | Bodensee                             | [ 79 ]                                |
| 085       | Moselperle                                                     | 1983      | 04305760              | Moselperle           | Deutschland Bernkastel-Kues | Mosel                                | [ 80 ]                                |
| 086       | Alte Rhy                                                       | 1983      |                       | Alte Rhy             | Schweiz Rorschach           | Bodensee                             | [ 81 ]                                |
| 087       | Bernried ex. Zeus                                              | 1983      |                       | Bernried             | Deutschland                 | Starnberger See                      | [ 82 ]                                |
| 088       | Ludwig der Kelheimer                                           | 1983      | 05700100              | Ludwig der Kelheimer | Deutschland Kelheim         | Donau                                | [ 83 ]                                |
| 089       | Bohemia DC ex Elbe Star                                        | 1984      | 04028620              |                      | Tschechien Děčín            | Elbe                                 | [ 84 ]                                |
| 090       | Kemnade                                                        | 1984      |                       | Kemnade              | Deutschland                 | Kemnader See                         | [ 85 ]                                |
| 091       | Alet                                                           | 1984      |                       |                      | Deutschland Allensbach      | Bodensee                             |                                       |
| 092       | Martin ex Oberland                                             | 1984      |                       |                      | Deutschland                 | Chiemsee                             | [ 86 ]                                |
| 093       | Gerlitze ex Landskron                                          | 1984      |                       | Landskron            | Österreich Villach          | Ossiacher See ex Drau                | [ 87 ]                                |
| 094       | Rheingau                                                       | 1985      | 04305930              |                      | Deutschland Assmanshausen   | Rhein                                | [ 88 ]                                |
| 095       | Regensburg, ex. Princesse Marie-Astrid (2), ex. Sankt Nikolaus | 1985      | 04307010              | Regensburg           | Deutschland Regensburg      | Donau                                | [ 89 ]                                |
| 096       | Altmühlsee, ex. Stadt Füssen                                   | 1985      |                       | Altmühlsee           | Deutschland                 | Altmühlsee                           | [ 90 ]                                |
| 097       | Heisingen                                                      | 1985      | 04028970              | Heisingen            | Deutschland Essen           | Baldeneysee, Ruhr, Rhein-Herne-Kanal | [ 91 ] [ 52 ]                         |
| 098       | Bingen                                                         | 1985      | 04306020              | Bingen               | Deutschland Bingen am Rhein | Rhein                                | [ 92 ]                                |
| 099       | Godesia                                                        | 1986      | 04306090              | Godesia              | Deutschland Bad Godesberg   | Rhein                                | [ 93 ]                                |
| 100       | Poseidon                                                       | 1986      | 04306120              | Poseidon             | Deutschland Minden          | Mittellandkanal, Weser               | [ 94 ]                                |
| 101       | Europa                                                         | 1987      | 04306200              |                      | Deutschland Bernkastel-Kues | Mosel                                | [ 95 ]                                |
| 102       | Willy Schneider                                                | 1986      | 04306170              | Willy Schneider      | Deutschland Winkel          | Rhein und Main                       | [ 96 ] [ 97 ]                         |
| 103       | Petersberg                                                     | 1987      | 04306220              | Petersberg           | Deutschland Bad Godesberg   | Rhein                                | [ 98 ]                                |
| 104       | Schwalbe II                                                    | 1987      |                       | Schwalbe II          | Deutschland Witten          | Kemnader See, Ruhr                   |                                       |
| 105       | Austria                                                        | 1987      | K-13005 (A)           | Austria              | Österreich                  | Weissensee                           | [ 99 ]                                |
| 106       | Stadt Essen                                                    | 1987/2022 | 04029480              | Stadt Essen          | Deutschland Essen           | Baldeneysee                          | seit 2022 Elektroschiff               |
| 107       | Undine II                                                      | 1988      | 04306430              | Undine II            | Deutschland Cochem          | Mosel                                | [ 102 ]                               |
| 108       | Wikinger 1                                                     | 1988      | 04306450              | Wikinger 1           | Deutschland Frankfurt       | Main, Rhein, Neckar                  | [ 103 ] [ 104 ]                       |
| 109       | Lüneburger Heide                                               | 1988      | 04306440              |                      | Deutschland Artlenburg      | Elbe-Lübeck-Kanal                    | [ 105 ] [ BSF 22 ] [ 106 ]            |
| 110       | Europa                                                         | 1988      | 04306460              | Europa auf der Weser | Deutschland Minden          | Mittellandkanal,Weser                | [ 107 ] [ 108 ]                       |
| 111       | Filia Rheni                                                    | 1989      | 04306570              | Filia Rheni          | Deutschland Bonn            | Rhein                                | [ 109 ] [ 110 ]                       |
| 112       | Karlsruhe ex. Wappen von Bonn                                  | 1989      | 04306600              | Wappen von Bonn      | Deutschland Karlsruhe       | Rhein                                | [ 111 ]                               |
| 114       | Ossiach                                                        | 1989      |                       |                      | Österreich Ossiach          | Ossiacher See                        | [ 112 ] [ 113 ] [ 114 ]               |
| 115       | Sivota ex. Bonna                                               | 1989      | 04306630              | Sivota               | Deutschland Miltenberg      | Main                                 | [ 115 ]                               |
| 116       | Maximilian II.                                                 | 1989      | 04306680              | Maximilian II        | Deutschland Kelheim         | Donau                                | [ 116 ]                               |

## 1990 bis 1999
| Baunummer | Name                                                      | Baujahr | ENI / interne Reg.Nr. | Bild                                                       | Flagge / Heimathafen            | Fahrtgebiet             | Einzelnachweise                |
| --------- | --------------------------------------------------------- | ------- | --------------------- | ---------------------------------------------------------- | ------------------------------- | ----------------------- | ------------------------------ |
| 117       | Brestenberg                                               | 1990    |                       | Brestenberg                                                | Schweiz                         | Hallwilersee            | [ 117 ] [ 118 ]                |
| 118       | Ehrenfels                                                 | 1990    | 04306730              | Ehrenfels                                                  | Deutschland Bingen am Rhein     | Rhein                   | [ 119 ]                        |
| 119       | Beethoven                                                 | 1990    | 04306750              | Beethoven                                                  | Deutschland Bonn                | Rhein                   | [ 120 ] [ 121 ]                |
| 120       | Namedy ex. Siebengebirge                                  | 1990    | 04306780              | Namedy                                                     | Deutschland Andernach           | Rhein                   |                                |
| 121       | Luna                                                      | 1991    | 04306820              | Luna                                                       | Deutschland Berlin              | Berlin                  | [ 122 ] [ 123 ]                |
| 122       | Nautilus                                                  | 1991    | 04306850              | Nautilus                                                   | Deutschland Frankfurt am Main   | Rhein / Main            | [ 124 ]                        |
| 123 ?     | Donauprinzessin ex Stadt Bad Ems                          | 1991    | 04306870              | Stadt Bad Ems                                              | Deutschland Bad Ems             | Lahn                    | [ 125 ] [ 126 ]                |
| 124       | Weltenburg                                                | 1991    | 05700011              | Weltenburg                                                 | Deutschland Kelheim             | Donau                   | [ 127 ] [ 128 ]                |
| 125       | La Paloma                                                 | 1992    | 04306930              | La Paloma                                                  | Deutschland Koblenz             | Rhein                   | [ 129 ]                        |
| 126       | Regina Danubia                                            | 1992    | 04306980              | Regina Danubia                                             | Deutschland Passau              | Donau                   | [ 130 ]                        |
|           | Sundevit                                                  | 1994    |                       |                                                            | Deutschland                     | Rügen                   | [ 131 ]                        |
| 128       | Michael                                                   | 1993    |                       |                                                            | Deutschland Prien               | Chiemsee                | [ 132 ] [ 133 ]                |
| 129       | River Star, ex. Gutenberg, ex. Princesse Marie-Astrid (3) | 1993    | 04608280              | Hafenrundfahrschiff am Anleger der Landungsbrücken Hamburg | Deutschland Hamburg             | Hafen Hamburg           | [ 134 ]                        |
| 130       | Stern von Waldeck                                         | 1993    |                       | Stern von Waldeck                                          | Deutschland                     | Edersee                 |                                |
| 131       | Königsbacher                                              | 1994    | 04307130              | Königsbacher                                               | Deutschland Koblenz             | Rhein                   | [ 135 ] [ BSF 23 ]             |
| 132       | Augusta ex Altmühlperle                                   | 1994    | 04307140              |                                                            | Deutschland Vallendar           | Rhein, Mosel            | [ 136 ] [ 127 ]                |
| 133       | Füssen                                                    | 1994    |                       | Füssen                                                     | Deutschland Füssen              | Forggensee              |                                |
| 134       | Spreekrone                                                | 1994    | 04307170              | Spreekrone                                                 | Deutschland Berlin              | Berlin                  | [ 137 ]                        |
| 135       | Karl Eder                                                 | 1994    | O-10.391 (A)          | Karl Eder                                                  | Österreich                      | Traunsee                | [ 138 ] [ 139 ]                |
| 136       | Wappen von Frankfurt                                      | 1995    | 04307190              | Wappen von Frankfurt                                       | Deutschland Frankfurt am Main   | Rhein / Main            | [ 140 ]                        |
| 137       | Vater Rhein                                               | 1995    | 04307210              | Vater Rhein                                                | Deutschland Bingen              | Rhein                   | [ 141 ]                        |
| 138       | Linzerin ex. Deggendorf                                   | 1995    | 04307220              | Deggendorf                                                 | Deutschland Linz                | Donau                   |                                |
| 139       | Helena                                                    | 1996    | 04307250              | Helena                                                     | Deutschland Minden              | Weser / Mittellandkanal | [ 142 ]                        |
| 140       | Poseidon                                                  | 1996    | 04033130              | Poseidon                                                   | Deutschland Bonn                | Rhein                   | [ 143 ]                        |
| 141       | Möhnesee                                                  | 1998    |                       | Möhnesee                                                   | Deutschland                     | Möhnesee                | [ 144 ] [ 145 ]                |
| 142       | Körbecke                                                  | 1996    |                       |                                                            | Deutschland                     | Möhnesee                |                                |
| 143       | Bischofswiesen                                            | 1996    |                       |                                                            | Deutschland                     | Königssee               | Stahlrumpf für ein Elektroboot |
| 144       | Theresia                                                  | 1997    | 04307290              | Theresia                                                   | Deutschland Königswinter        | Rhein                   | [ 148 ] [ 149 ]                |
| 145       | Fähre Königswinter IV                                     | 1996    | 04807790              | weitere Bilder                                             | Deutschland Königswinter        | Rhein                   | [ 150 ]                        |
|           | Charlottenburg                                            | 1997    | 04307320              | Charlottenburg                                             | Deutschland Berlin              | Berlin                  | [ 151 ]                        |
| 147       | Serrahn Queen, ex. Stadt Nassau                           | 1997    | 04307330              | Serrahn Queen                                              | Deutschland Bergedorf           | Hafen Hamburg           | [ BSF 25 ]                     |
| 148       | Schloß Engers                                             | 1997    | 04307340              | Schloss Engers                                             | Deutschland Neuwied             | Rhein, Mosel            |                                |
| 149       | Seerose                                                   | 1998    |                       |                                                            | Schweiz                         | Hallwilersee            | [ 152 ] [ 153 ]                |
| 150       | Wien ex. Anja                                             | 1998    | 04607700              |                                                            | Österreich Wien                 | Donau                   | [ 154 ] [ 155 ]                |
| 151       | Deutsches Eck                                             | 1998    | 04607740              | Deutsches Eck                                              | Deutschland Koblenz             | Rhein                   | [ 156 ]                        |
| 152       | Seestern                                                  | 1998    |                       | Seestern                                                   | Deutschland Konstanz-Wallhausen | Bodensee                | [ 157 ] [ 66 ]                 |
| 153       | Sissi                                                     | 1998    | 04033540              | Sissi                                                      | Deutschland Passau              | Donau                   |                                |
| 154       | Herzogstand ex. Seehausen (bis 2008)                      | 1998    |                       | Herzogstand                                                | Deutschland                     | Kochelsee               | [ 158 ]                        |
| 155       | Kasper Ohm ex. Hansestadt Rostock                         | 1998    | IMO: 7022021          | Kaspar Ohm                                                 | Deutschland Rostock             | Hafen Rostock           | [ 159 ]                        |
| 156       | Loreley Star ex. Euro Star                                | 1999    | 04033990              |                                                            | Deutschland Kamp-Bornhofen      | Rhein                   | [ 160 ] [ 161 ]                |
| 157       | Stadt Vallendar ex. Eureka V (bis 2015)                   | 1999    | 02324262              | Stadt Vallendar                                            | Deutschland Vallendar           | Rhein / Mosel           | [ 162 ]                        |

## 2000 bis 2009
| Baunummer | Name                                                     | Baujahr | ENI / interne Reg.Nr. | Bild                    | Flagge / Heimathafen             | Fahrtgebiet                           | Einzelnachweise         |
| --------- | -------------------------------------------------------- | ------- | --------------------- | ----------------------- | -------------------------------- | ------------------------------------- | ----------------------- |
| 158       | Rheinprinzessin ex. Princesse Marie-Astrid (4)           | 2000    | 08040009              | Rheinprinzessin         | Deutschland Bonn                 | Rhein                                 | [ 163 ]                 |
| 159       | Rhenus                                                   | 2000    | 04034090              | Rhenus                  | Deutschland Bingen               | Rhein                                 | [ 164 ]                 |
| 160       | Brombachsee                                              | 2001    |                       | Brombachsee             | Deutschland                      | Brombachsee                           |                         |
| 161       | Edersee Star                                             | 2001    |                       | Edersee Star            | Deutschland                      | Edersee                               | [ 165 ] [ 166 ]         |
| 162       | RheinCargo ex. Fürst Borwin ex. Ostseebad Warnemünde (2) | 2001    | 04800810              | RheinCargo              | Deutschland Warnemünde           | Rhein                                 |                         |
| 163       | Berchtesgaden (Stahlrumpf)                               | 2003    |                       |                         | Deutschland                      | Königssee                             | [ 167 ] [ 168 ]         |
| 164       | Herrsching                                               | 2002    |                       | Herrsching              | Deutschland                      | Ammersee                              |                         |
| 165       | River Dream                                              | 2002    | 02326019              | River Dream             | Niederlande Deventer             | Niederlanden, Deutschland und Belgien | [ 169 ] [ 170 ]         |
| 166       | Mecklenburg                                              | 2003    |                       | Mecklenburg             | Deutschland Rostock              | Hafen Rostock                         | [ 171 ]                 |
| 167       | Rostocker 7                                              | 2003    | 04802860              | Rostocker 7             | Deutschland Rostock              | Hafen Rostock                         | [ 172 ]                 |
| 168       | Rhein Star                                               | 2003    | 04802830              | Rhein Star              | Deutschland Assmanshausen        | Rhein                                 | [ 173 ]                 |
| 169       | Starnberg                                                | 2004    |                       | Starnberg               | Deutschland Starnberg            | Starnberger See                       |                         |
| 170       | Sorpesee                                                 | 2005    |                       | Sorpesee                | Deutschland Sundern              | Sorpesee                              | [ 174 ] [ 175 ]         |
| 171       | Salzburg ex. Romandie II                                 | 2004    | O-10815 (A)           |                         | Österreich Salzburg              | Wolfgangsee                           | [ 176 ] [ 177 ]         |
| 172       | Poseidon                                                 | 2005    |                       | Poseidon                | Österreich                       | Traunsee                              | [ 178 ]                 |
| 173       | Schmittenhöhe                                            | 2005    | S-10.083 (A)          | Schmittenhöhe           | Österreich                       | Zeller See                            | [ BSF 27 ] [ 179 ]      |
| 175       | Fortuna!                                                 | 2005    | 04804020              |                         | Deutschland Berlin               | Berlin                                | [ 180 ]                 |
| 176       | St. Adelheid (Siegfähre)                                 | 2005    |                       | Siegfähre St. Adelheid  | Deutschland Troisdorf-Bergheim   | Rhein                                 | [ 179 ] [ 181 ]         |
| 178       | Westenergie ex. Innogy ex. Inselstadt Ratzeburg          | 2006    | 04804940              | Innogy                  | Deutschland Essen                | Baldeneysee                           | [ 182 ] [ 179 ]         |
| 180       | Diessen (Generalsanierung)                               | 2006    |                       | Diessen                 | Deutschland                      | Ammersee                              |                         |
| 181       | Käpp’n Brass                                             | 2006    |                       | Käpp’n Brass            | Deutschland Rostock              | Hafen Rostock                         | [ 183 ]                 |
| 182       | Carpe Diem                                               | 2007    | 02329539              | Carpe Diem              | Niederlande Deventer             | Niederlanden, Deutschland und Belgien | [ 184 ] [ 185 ] [ 186 ] |
| 183       | Bellevue                                                 | 2007    |                       |                         | Deutschland Berlin               | Berlin                                | [ 179 ]                 |
| 184       | Min Herzing                                              | 2007    | 04805940              | Min Herzing             | Deutschland Rostock              | Hafen Rostock                         | [ 187 ]                 |
| 185       | Augsburg                                                 | 2008    |                       | Die Augsburg bei Inning | Deutschland                      | Ammersee                              |                         |
| 186       | Rheintal (Fähre)                                         | 2008    | 04807520              |                         | Deutschland Bingen               | Rhein                                 |                         |
| 187       | Käpt. Kudd’l                                             | 2008    | 04805870              | Käpt. Kudd'l            | Deutschland Hamburg              | Hafen Hamburg                         | [ 177 ] [ BSF 28 ]      |
| 189       | Seehausen                                                | 2009    |                       | Seehausen               | Deutschland Murnau am Staffelsee | Staffelsee                            |                         |
| 190       | Loreley Elegance                                         | 2009    | 04807530              | Loreley Eleganz         | Deutschland Boppard              | Rhein                                 | [ 188 ] [ 179 ]         |

## 2010 bis 2019
| Baunummer | Name                                             | Baujahr | ENI / interne Reg.Nr. | Bild                   | Flagge / Heimathafen              | Fahrtgebiet                                | Einzelnachweise                                                |
| --------- | ------------------------------------------------ | ------- | --------------------- | ---------------------- | --------------------------------- | ------------------------------------------ | -------------------------------------------------------------- |
| 191       | Seetal                                           | 2010    |                       |                        | Schweiz                           | Hallwilersee                               | [ 189 ] [ 179 ] [ 190 ]                                        |
| 192       | Princesse Marie-Astrid                           | 2010    | 04808240              | Princesse Marie Astrid | Luxemburg Grevenmacher            | Mosel                                      |                                                                |
| 194       | Hansestadt Rostock                               | 2010    | 04808840              | Hansestadt Rostock     | Deutschland Rostock               | Hafen Rostock                              | [ 191 ] [ 192 ]                                                |
| 195       | Maria Alm (Stahlrumpf)                           | 2011    |                       |                        | Deutschland                       | Königssee                                  | [ 193 ] [ 179 ]                                                |
| 196       | Rhein Dream                                      | 2011    | 04809180              | Rhein Dream            | Deutschland Assmannshausen        | Rhein                                      | [ 194 ] [ 179 ]                                                |
| 197       | Kristallkönigin                                  | 2011    | 04809780              | Kristallkönigin        | Deutschland Regensburg            | Donau                                      |                                                                |
| 198       | Seeshaupt                                        | 2012    |                       | Seeshaupt              | Deutschland Starnberg             | Starnberger See                            |                                                                |
| 199       | Landauer (Schiffsrumpf)                          | 2012    |                       |                        |                                   |                                            | [ 195 ]                                                        |
| 200       | Ostseebad Warnemünde                             | 2013    | 04810770              | Ostseebad Warnemünde   | Deutschland Warnemünde            | Hafen Rostock                              | [ 196 ] [ 179 ]                                                |
| 201       | Wachau                                           | 2012    |                       |                        | Deutschland                       | Markkleeberger See                         |                                                                |
| 202       | La Paloma ex. Anja                               | 2013    | 04811010              | Anja                   | Deutschland Hamburg               | Hamburger Hafen                            |                                                                |
| 203       | Markkleeberg                                     | 2014    | 04811520              | Markkleeberg           | Deutschland Leipziger Neuseenland | Markkleeberg                               | [ 197 ]                                                        |
| 204       | Schluchsee                                       | 2014    | 04811640              |                        | Deutschland Schluchsee            | Schluchsee                                 | [ 198 ] [ 199 ]                                                |
| 205       | Alpenperle                                       | 2014    | 30000350              |                        | Österreich Weißensee (Kärnten)    | Weißensee (Kärnten)                        |                                                                |
| 206       | Siebengebirge (Fähre)                            | 2015    | 04812000              |                        | Deutschland Bad Honnef            | Rhein                                      |                                                                |
| 207       | Seegold                                          | 2015    | 04812010              | Seegold                | Deutschland Wallhausen (Konstanz) | Bodensee                                   | [ 200 ] [ 201 ]                                                |
| 208       | Kelheim (2015)                                   | 2015    | 04812260              |                        | Deutschland                       | Donau, Main-Donau-Kanal                    |                                                                |
| 209       | Königin Silvia                                   | 2016    | 04812370              | Königin Silvia         | Deutschland Heidelberg            | Neckar                                     | [ 202 ] [ 203 ]                                                |
| 211       | Mary Roos                                        | 2016    | 04812490              | Mary Roos              | Deutschland                       | Rhein                                      |                                                                |
| 212       | Utting                                           | 2017    |                       | Utting                 | Deutschland                       | Ammersee                                   |                                                                |
| 213       | RheinSchwan Nachfolger der Marienfels (bis 2017) | 2017    | 04812970              | Rheinschwan            | Deutschland                       | Rheinfähre zwischen Wesseling und Lülsdorf | [ 204 ] [ 205 ]                                                |
| 214       | St. Nikolaus                                     | 2018    | 04813140              |                        | Deutschland Einruhr               | Obersee (Rur)                              | [ 206 ]                                                        |
| 215       | Delphin                                          | 2018    |                       |                        | Schweiz                           | Hallwilersee                               | Projektname: MS 2018 / überführt als Störmthal                 |
| 216       | Störmthal                                        | 2018    | 04813150              |                        | Deutschland                       | Markkleeberger See                         | [ 210 ]                                                        |
| 221       | Viking Orvar                                     | 2019    | 07002118              |                        | Schweiz                           | Rhein                                      | Schubschlepper zum Transport der Viking Landebrücken (Steiger) |

## Ab 2020
| Baunummer | Name            | Baujahr | ENI / interne Reg.Nr. | Bild | Flagge / Heimathafen       | Fahrtgebiet       | Einzelnachweise |
| --------- | --------------- | ------- | --------------------- | ---- | -------------------------- | ----------------- | --- |
| 222       | Stad Deventer e | 2021    | 03802357              |      | Niederlande                | IJssel            | [ 213 ] |
| 223       | The Pioneer One | 2020    | 04813830              |      | Deutschland Berlin         | Berlin            | [ 214 ] |
| 224       | Berg            | 2021    | 04813140              |      | Deutschland                | Starnberger See   | |
| 225       | Seestern        | 2021    | 04814050              |      | Deutschland Zingst         | Ostsee            | [ 215 ] |
| 226       | Möwe            | 2022    | 04814320              |      | Deutschland Haltern am See | Halterner Stausee | [ 216 ] |
| 227       | Klein Heini     | 2023    | 04814530              |      | Deutschland Hamburg        | Hamburger Hafen   | [ 217 ] |
| 228       | Klein Romy      | 2023    | 04814540              |      | Deutschland Hamburg        | Hamburger Hafen   | [ 218 ] |
| 230       | The Pioneer Two | 2024    | 04814600              |      | Deutschland Berlin         | Berlin            | [ 219 ] |
| 231       | Stromer         | 2023    | 05116560              |      | Deutschland Stralsund      | Ostsee            | Bemerkung: ex. Personenfähre "GEHLSDORF" aus Rostock (Warnow). Umbau / Neubau. Quelle: Hansa International Maritime Journal 2024/03: "Ships 2023 Made in Germany", Seite 37: Laut Liste erhielt der STROMER von der Lux-Werft die neue Bau-Nr.: 231 mit Baujahr 2023. |
| 232       | Adler Nature    | 2024    | 04814610              |      | Deutschland Wismar         | Ostsee/Hamburg    | [ 221 ] |